# Andornaktálya
Andornaktálya es un pueblo ubicado en el distrito de Eger, en el condado de Heves, Hungría.

## Superficie
Posee una superficie de 16,75 kilómetros cuadrados.

## Demografía
Hasta 2019 la población era de 2570 habitantes, con una densidad de población de 153,4 habitantes por kilómetro cuadrado.